# Vampster
Das Online-Musikmagazin vampster wurde 1999 mit dem Ziel gegründet, ein unabhängiges und umfassendes Nachschlagewerk im Internet für die Fans von harter Musik aufzubauen. Neben Bands aus dem Metal- und Hard-Rock-Bereich werden auch Künstler aus Hardcore, Punk und Independent im Magazin berücksichtigt.
Am 2. Mai 1999 starteten die ehemaligen „Musikforum“-SysOps des Internet-Providers CompuServe Andrea Veyhle, Andreas Fischer und Markus Veyhle sowie der aus der Schweiz stammende Programmierer Alexander Schmid mit vampster.com. 2001 folgte eine optisch und technisch überarbeitete Version, 2004 wurden weitere Neuerungen wie ein RSS-Web-Feed in das Magazin integriert.
Derzeit arbeiten mehr als 20 Musikfreunde aus Deutschland, Österreich und der Schweiz ehrenamtlich an vampster.
Das Hauptaugenmerk liegt auf einem täglich aktualisierten redaktionellen Teil, bestehend aus News aus der Szene, ausführlichen Interviews, CD-Rezensionen, Glossen, Konzert- und Festivalberichten und einem Veranstaltungskalender. Auch ernste Themen in Form von Kommentaren zu Politik, Religion oder Gesellschaft haben in der Residenz Evil ihren Platz bei vampster. Angemeldete Leser können das Magazin mitgestalten und innerhalb der Community mit Gleichgesinnten kommunizieren.
Bis 2009 veranstaltete vampster mit „Banging The X-Mas Tree“ jährlich ein Konzert in Stuttgart und präsentiert in der Metal-Szene bekannte Festivals wie das Wacken Open Air bei Hamburg, das Bang-Your-Head-Festival in Balingen oder das Doom Shall Rise in Göppingen.
Das Archiv des Musikmagazins vampster bietet unbeschränkten Zugriff auf über 20.000 Artikel zu rund 7.500 Bands, die über verschiedene Rubriken und eine Suchfunktion abgerufen werden können.
In der Grundlagenstudie Schwarzmetall und Todesblei – Über den Umgang mit Musik in den Black- und Death-Metal-Szenen Deutschlands von Sarah Chaker wird die Website zu den wichtigen Online-Angeboten der Death-Metal-Szene gezählt.  In dem 2008 erschienenen Szene-Portrait Das Phänomen Heavy Metal nennt der Autor Christoph Lücker das Webzine eines der bedeutendsten in deutscher Sprache.